# Etlingera pilosa
Etlingera pilosa là một loài thực vật có hoa trong họ Gừng. Loài này được Henry Nicholas Ridley mô tả khoa học đầu tiên năm 1909 dưới danh pháp Amomum lepicarpum var. pubescens. Năm 1919, Adolph Daniel Edward Elmer nâng cấp nó thành loài với danh pháp Hornstedtia pubescens. Năm 1923, Elmer Drew Merrill chuyển nó về chi Amomum với danh pháp là Amomum pubescens. Năm 2018, Axel Dalberg Poulsen và Docot R. V. A. chuyển nó sang chi Etlingera với tổ hợp tên gọi mới là Etlingera pilosa, do danh pháp Etlingera pubescens đã dành cho loài ở Borneo từ năm 1986.

## Phân bố
Loài này có tại đảo Negros, Philippines.